# 佐藤道朗
佐藤 道朗（さとう みちろう、1967年 - ）は、作曲家・音楽演奏者。ロックバンド・FACTOR代表。
イギリス・ロンドンのパンク・ロックの日本への紹介者。
イギリス在中ロンドンを拠点として、イギリス国内およびドイツ、デンマーク等で演奏活動を行い、帰国後、東京・阿佐ヶ谷を拠点にライブハウス等で演奏活動を展開中。作曲活動も行っており、環境音楽にも取り組んでいる。

## 経歴
- 1967年1月 東京都足立区に生まれる。
- 1996年
  - 2月 ロンドン、コベントガーデンのライブハウス“ロック・ガーデン”でFACTORとして渡英初めて演奏を行う。
  - 8月 ロンドン、レッド・アイで演奏。ハードコア・パンク・バンド“Ridiculous”、アバンギャルド・サーフィン・バンド“Kenny Process Team”と共演。
  - 11月、カズコ・ホーキ率いる 「フランク・チキンズ」のドイツ・ツアーに前座として同行。ドイツ北部キールのCULB“TANZDIELE”、ハンブルクの映画館、“B-MOVIE”で演奏を行う。
  - 12月 フランク・チキンズの前座としてロンドン、リバプール・ストリート駅のクラブ“Spitz”で演奏を行う。
- 1997年4月 ロンドン、ブル&ゲイトで演奏。アンコールでP.I.L.の“This is not a love song”を演奏。

## 代表作品
- DISCOMMUNICACION CITY
- SURREAL MAN
- FACTOR